# Lord-lieutenant du Moray
Ceci est une liste de personnes qui ont servi comme lord-lieutenant du Moray, en Écosse. Jusqu'en 1928, l'office était connu sous le nom de lord-lieutenant du comté de Elgin.

## Lord-lieutenants du Elginshire
- Francis Stuart, 9e comte de Moray 17 mars 1794 – 28 août 1810
- Francis Stuart, 10e comte de Moray 6 septembre 1810 – 12 janvier 1848
- Gen. Hon. Sir Alexander Duff 14 février 1848-21 mars 1851
- James Duff, 5e comte Fife 21 mai 1851-1856
- George Skene Duff 9 avril 1856 – 1872
- Alexander Duff, 1er duc de Fife 1er janvier 1872 – juillet 1902
- Charles Henry Gordon-Lennox, 7e duc de Richmond 21 août 1902-18 janvier 1928

## Lord-lieutenants du Moray
- Charles Henry Gordon-Lennox, 8e duc de Richmond 14 mars 1928-7 mai 1935
- Francis Douglas Stuart, 18e comte de Moray 2 août 1935-9 juillet 1943
- Brig Sir Henry Houldsworth 28 septembre 1943 – 9 octobre 1963
- Sir Iain Tennant 16 janvier 1964 – 1994
- AVM George Arthur Chesworth 21 avril 1994 – 2005
- Lt-Col. Grenville Johnston 20 août 2005 – présent[1]